# 사티야 사이바바

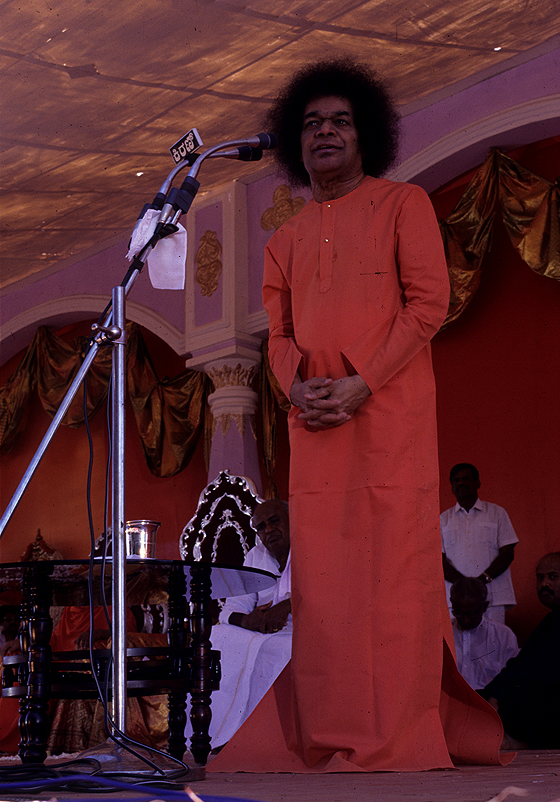

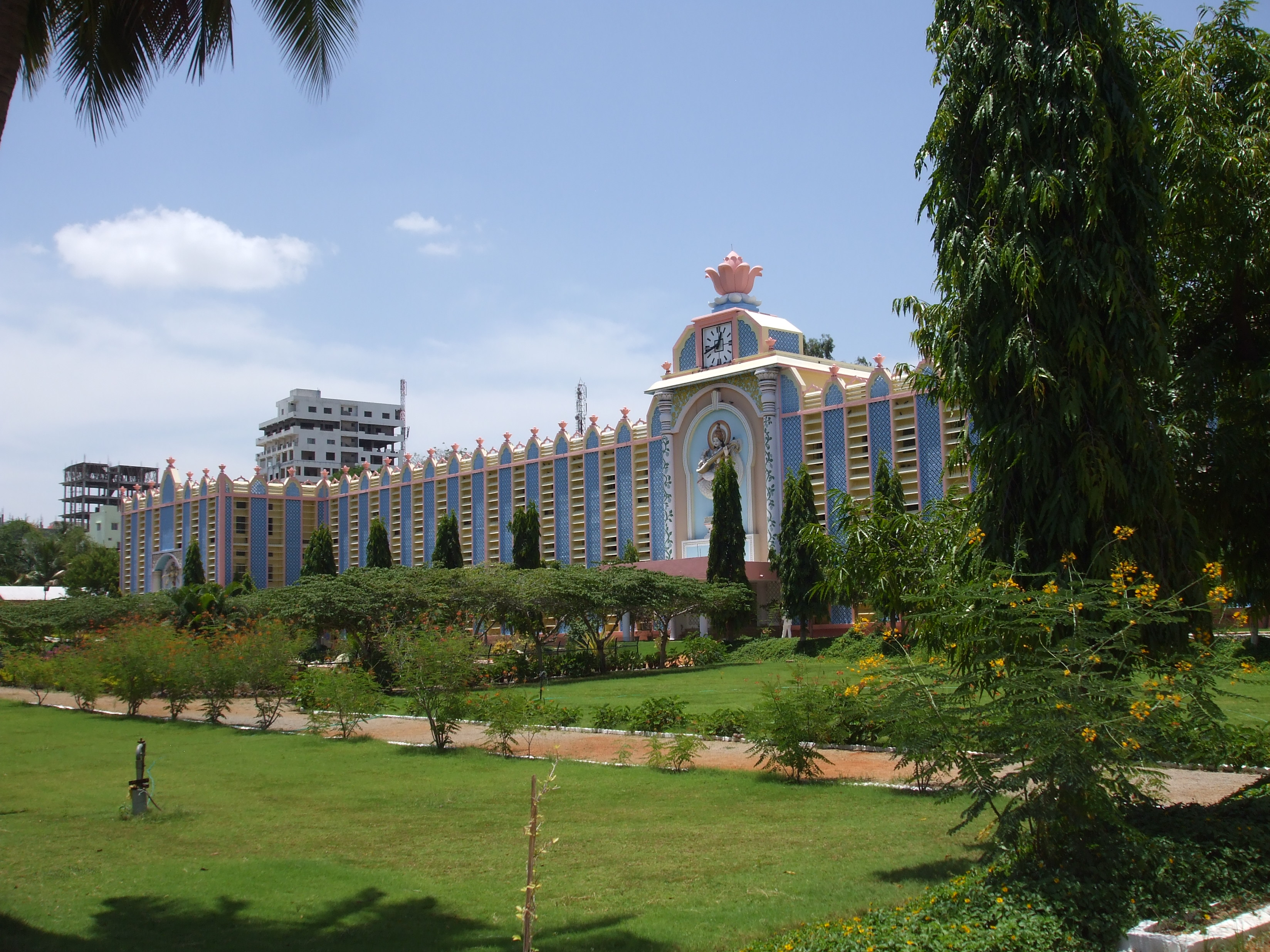
인도 푸타파르티의 스리 파티야 사이 대학교

사티야 사이바바(텔루구어: సత్య సాయిబాబా, 1926년 11월 23일 ~ 2011년 4월 24일)는 인도의 영적인 지도자이자 교육자이다. 추종자들은 그를 아바타라이자 기적을 행하는 자로 믿는다. 그는 인도와 해외에 각종 학교와 병원, 자선 단체를 설립했으며, 총 자산 가치는 4천억 루피에 이른다. 1999년 현재 그의 추종자 수는 약 6백만 명 정도로 추정된다.
사이바바는 1926년 영국령 인도 제국의 푸타파르티에서 사티야나라야나 라주란 이름으로 태어났다. 1940년 그는 스스로를 쉬르디 사이바바의 환생으로 칭하며 남부 인도를 여행했고, 이내 많은 추종자를 이끌었다.